# Tucker Sno-Cat

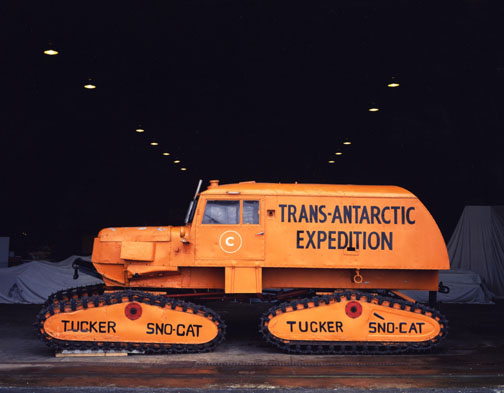
Tucker Sno-Cat aus der Commonwealth Trans-Antarctic Expedition 1955–1958, ausgestellt im Londoner Science Museum

Die Tucker Sno-Cat Corporation ist ein US-amerikanischer Hersteller von Kettenfahrzeugen, die als Raupenschlepper oder Pistenraupe vornehmlich für den Einsatz in Schnee und Eis hergestellt und seit den 1940er Jahren unter dem Firmennamen Tucker Sno-Cat vertrieben werden. Sie werden am Firmensitz in Medford im US-Bundesstaat Oregon produziert. Das Unternehmen gilt als ältester noch bestehender Hersteller von Pistenraupen. Die markanten, in der Regel mit vier Gleisketten versehenen Sno-Cats („Schneekatzen“) erreichten besondere Bekanntheit durch ihren Einsatz bei amerikanischen und britischen Antarktis-Expeditionen in den 1950er Jahren.

## Geschichte

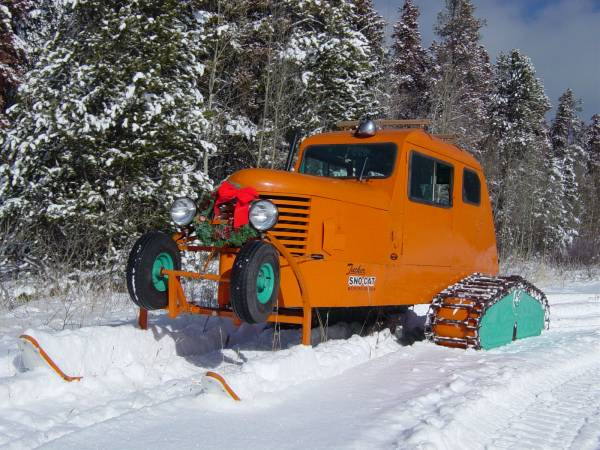
Sno-Cat Baujahr 1949 mit nur zwei Ketten und Kufen vorn

Das Unternehmen wurde von Emmitt M. Tucker gegründet. Der Firmengründer war 1892 als eines von 13 Kindern in einfachsten Verhältnissen nahe der Kleinstadt Grants Pass in Oregon zur Welt gekommen; seine frühe Kindheit verbrachte er nahe der kleinen Ortschaft Trail in demselben Staat. Nach Angaben des Unternehmens brachte ihn bereits zu dieser Zeit der Umstand, dass er im Winter durch tiefen Schnee zur Schule stapfen musste, dazu, über Transportmöglichkeiten für schneebedeckte Landschaften nachzudenken, was ihn schließlich zur Entwicklung der Pistenraupen führte. Nach derselben Quelle entwickelte er bereits in den 1920er Jahren einige Fahrzeuge, die auf dem Prinzip des Schneckenantriebs basierten, hatte damit jedoch keinen Erfolg. Daraufhin stieg er schließlich 1938 auf das noch heute in den Fahrzeugen des Unternehmens verwendete Prinzip der Gleisketten um. Tucker, der damals in Los Angeles lebte und arbeitete, zog nach Grass Valley (Kalifornien) um, wo er die erste Produktionsstätte einrichtete. Einige Zeit später siedelte er das Unternehmen an den heutigen Standort Medford (Oregon) um. 1941 führte er erfolgreiche Tests eines Prototyps am Crater Lake durch. Im März 1948 demonstrierte er die Leistungsfähigkeit seines Fahrzeugs mit einer etwa 1000 km langen Fahrt von Mount Shasta nach Mount Hood, die über schneebedeckte Pfade und Waldwege führte.

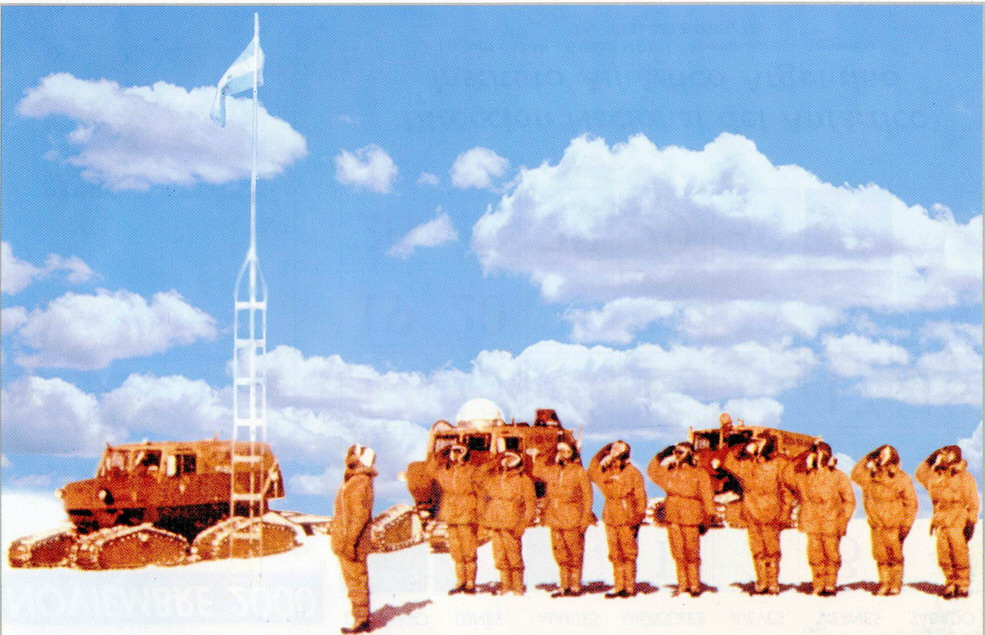
Argentinische Soldaten mit Sno-Cats während der Antarktis-Expedition Operación 90 (1965)

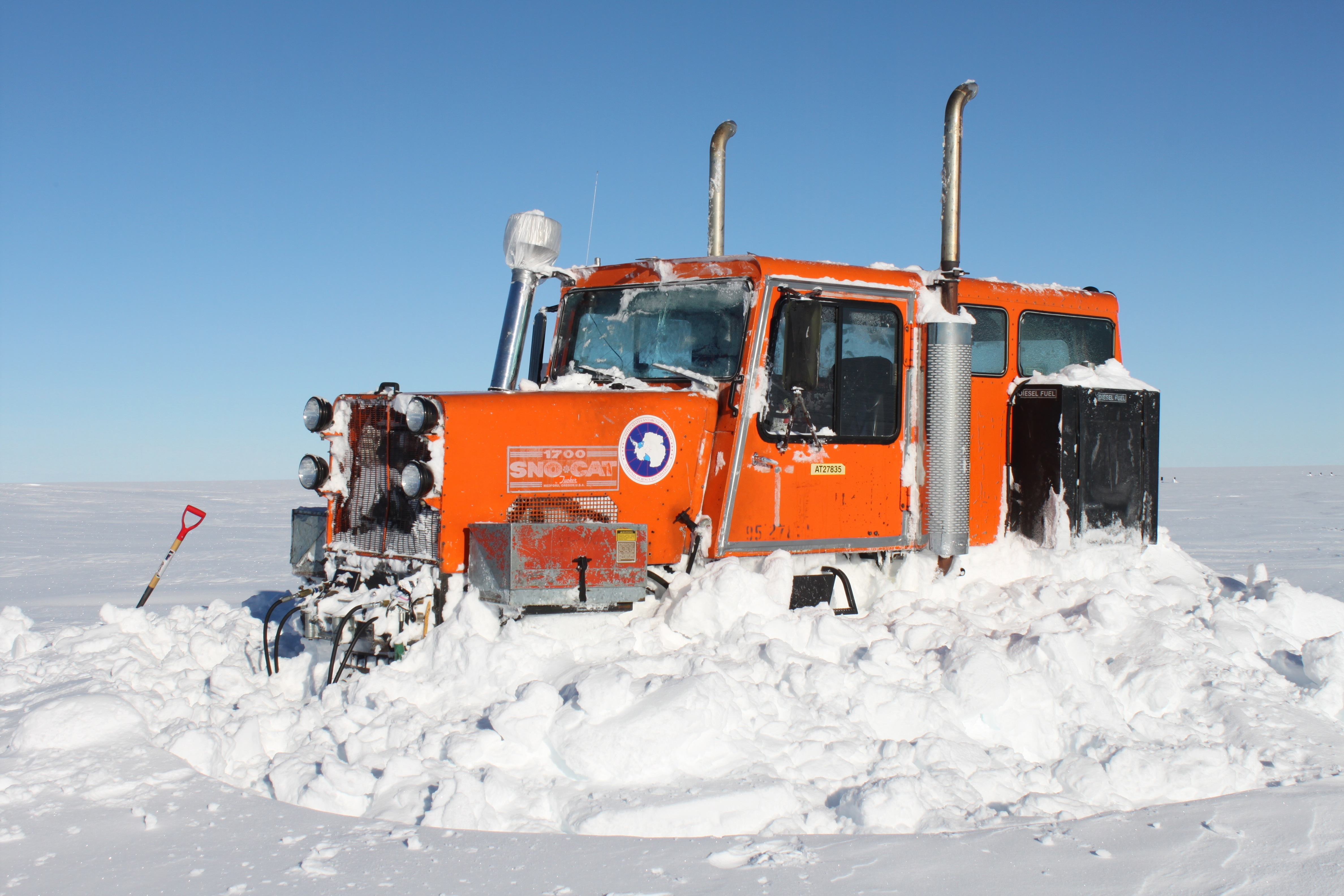
Modell 1700, aufgenommen 2012 in der Antarktis

In den 1950er und 1960er Jahren setzten Antarktis-Expeditionen verschiedener Staaten, darunter das Vereinigte Königreich, die USA, Frankreich und Argentinien, Sno-Cats in nennenswerter Zahl ein. Die Fahrzeuge waren je nach Ausführung zwischen 3 und 11 Tonnen schwer. Der Innenraum war aufgeteilt in die Fahrerkabine und einen Raum dahinter, der zwei bis drei Personen Platz zum Schlafen bot. Bei einem Defekt einer der vier Gleisketten der dieselmotorgetriebenen Fahrzeuge konnte die Kette demontiert werden und das Fahrzeug auf drei Ketten weiterfahren, wobei die Aufhängung der demontierten Kette als Kufe wirkte.
1958 verlieh die United States Navy dem Unternehmen die Auszeichnung Certificate of Merit für seine Fahrzeuge, insbesondere weil sie sich unter der technischen Verantwortung der Marinebautruppe Seabees im Einsatz in der Antarktis bewährt hatten.
Das UK Antarctic Place-Names Committee benannte 1964 einen markanten, 1020 m hohen Berg im Grahamland auf der Antarktischen Halbinsel nach der Tucker Sno-Cat Corporation Mount Tucker.
Tucker Sno-Cats waren auch wiederholt Motive auf Briefmarken, so etwa 1988 auf Marken des Britischen Antarktis-Territoriums zum 30-jährigen Jubiläum der Commonwealth-Transantarktis-Expedition sowie 2010 auf einer Briefmarke der Französischen Süd- und Antarktisgebiete.
Mit Stand von Ende 2017 war das Unternehmen weiterhin in Familienbesitz unter der Leitung von E. M. Tuckers Enkelin Marilee Tucker Sullivan und stellte jährlich zwischen 50 und 100 Fahrzeuge her. Seit Anfang des 21. Jahrhunderts hat sich insbesondere in Nordamerika ein Sammlermarkt für historische Sno-Cats entwickelt. 2017 lagen die Preise für solche Exemplare je nach Erhaltungszustand zwischen etwa 10.000 und 100.000 US-Dollar und hatten sich damit innerhalb von fünf Jahren verdreifacht. Die Zahl noch existierender historischer Exemplare wird auf wenige Tausend geschätzt. Im Jahr 2014 eröffnete das Unternehmen unter der Leitung von Jeff McNeil, einem Urenkel des Firmengründers, einen Zweig für den An- und Verkauf und die Instandhaltung historischer Fahrzeuge.

## Technik
Das technische Konzept der Fahrzeuge entwickelte sich im Lauf der Jahrzehnte weiter, blieb dabei aber dem Prinzip der Gleiskette treu. Die frühen Sno-Cats einschließlich der kleineren, als Sno-Kitten („Schnee-Kätzchen“) vermarkteten Modelle verfügten über Ketten aus Stahl, die über ebenfalls stählerne Hohlstrukturen (Pontoons) liefen. Die Pontoons wurden später aus glasfaserverstärktem Kunststoff hergestellt. Neuere Modelle verwenden Ketten aus Gummi. Die meisten der von Tucker hergestellten Fahrzeuge haben Führerhäuser mit zwei oder vier Plätzen, aber einige Modelle bieten Platz für bis zu 15 Personen und können Geschwindigkeiten bis knapp 50 km/h erreichen. Zur Motorisierung wurden lange Zeit weitverbreitete Motoren großer US-Nutzfahrzeughersteller eingesetzt, unter anderem Sechszylinder-Seitenventilmotoren von Chrysler und, für größere Modelle, Achtzylinder-Hemi-Motoren von Dodge.
Führerhaus und Cockpit heutiger Sno-Cats sind denen normaler Pickup-Trucks nachempfunden, mit einem Lenkrad, Gas- und Bremspedal sowie anderen Bedienelementen. Dadurch ist es im Notfall möglich, auch ohne Einweisung das Fahrzeug zu bedienen. Die vier Kettenlaufwerke sind unabhängig voneinander aufgehängt und gefedert. Alle Laufwerke sind pendelnd um die Achse ihres Antriebsrades gelagert; dadurch können sie sich an unebenen Untergrund anpassen, so dass die auf den Laufwerken abrollende Kette jeweils größtmögliche Bodenauflage hat. Alle vier Ketten sind permanent angetrieben. Tucker bietet sowohl Ketten mit Stahlstegen als auch Vollgummiketten an. Gelenkt wird durch Drehung sowohl der Vorder- als auch der Hinterachse des Fahrzeugs um die Vertikale. Hierin liegt ein wesentlicher Unterschied zur Lenkung der meisten Kettenfahrzeuge mit nur zwei Kettenlaufwerken, bei denen die Richtungsänderung über unterschiedliche Laufgeschwindigkeiten der Ketten, zum Beispiel durch Bremsen der Gleiskette auf der Kurveninnenseite, erfolgt. Die Kraft zur Lenkung wird hydraulisch übertragen. Bei Achsen und Hydraulik kommen Standardkomponenten aus der Automobilindustrie zum Einsatz. Die im Jahr 2020 angebotenen Modellreihen 1000, 1100, 1600 und 2000 werden von Cummins-Dieselmotoren angetrieben und haben Automatikgetriebe von Allison Transmission. Tucker bietet auch Anhänger mit zwei oder vier Ketten an.

## Einsatzgebiete
Tucker Sno-Cats werden nach wie vor in der Polarforschung eingesetzt, weiterhin unter anderem zur Pistenpräparierung, zum Schneeräumen, zum Krankentransport und im Such- und Rettungsdienst, bei der Prospektion nach Öl und Erdgas, der Instandhaltung von Hochspannungsleitungen, im Bergbau und in der Landwirtschaft sowie beim Militär. Seit Beginn des 21. Jahrhunderts kaufen auch immer mehr Privatleute Sno-Cats.

## Bilder von Sno-Cats

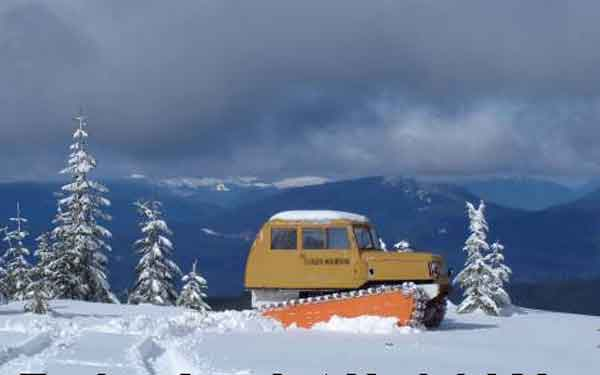
Modell 323 mit nur zwei Ketten
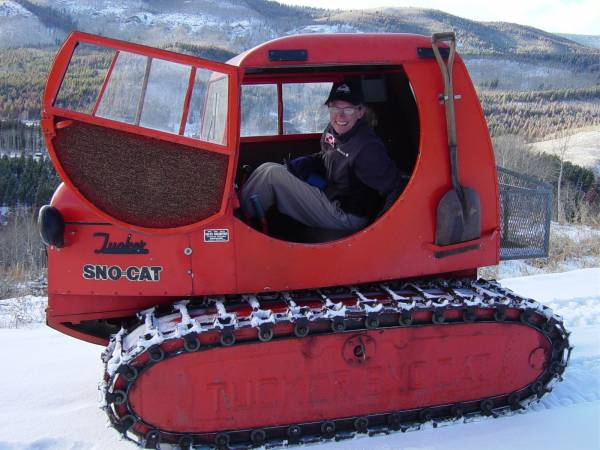
Modell 222 Kitten
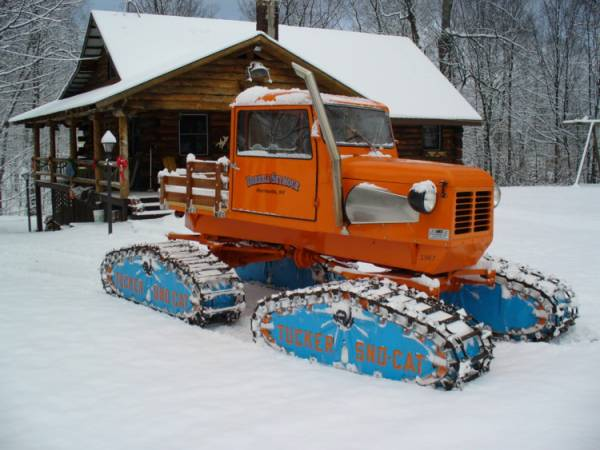
Modell 342, Bj. 1967
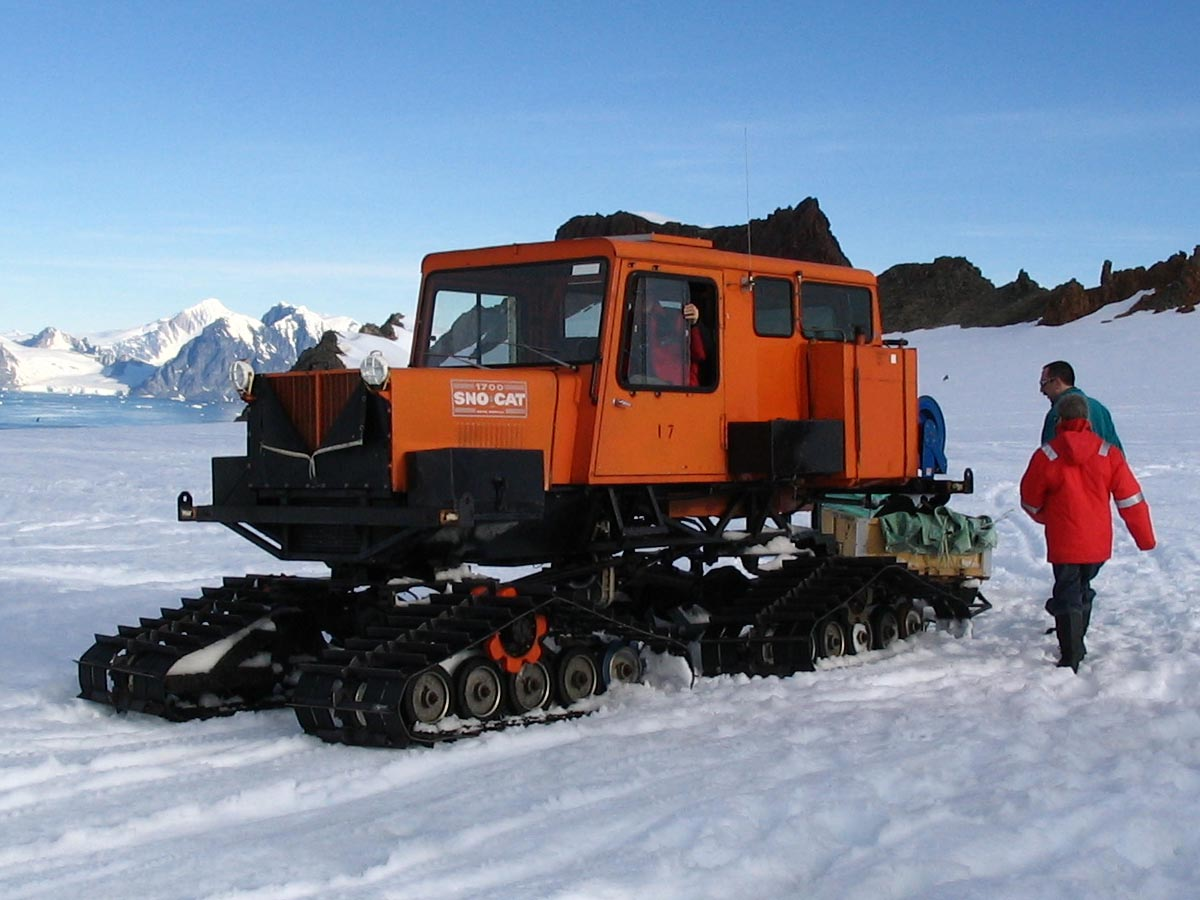
Modell 1700 in der Rothera-Station (2007)
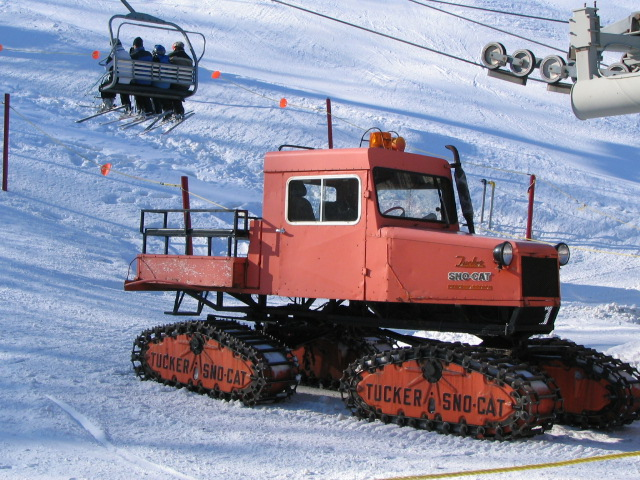
Sno-Cat im kanadischen Skigebiet Mont Sutton (2007)
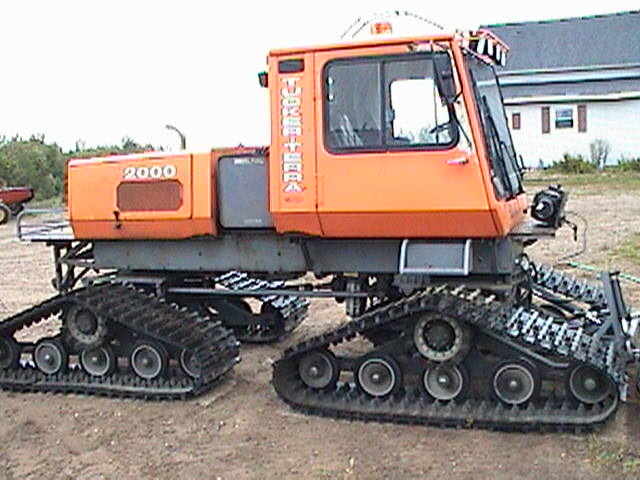
Modell Terra-Track aus dem 21. Jahrhundert

## Rezeption
- Im Film Wie angelt man sich einen Millionär? zeigt Ranger Eben Tütü sein Forstgebiet mithilfe einer Tucker Sno-Cat.
- Als Bild 108 „Antarktis-Expedition, Kettenfahrzeug hängt in einer Eisspalte, Great Adventures with the National Geographic“ ist eine Aufnahme auf der Voyager Golden Record im Weltall unterwegs.